# Де Луна, Марио
Марио Умберто Де Луна Сауседо (исп. Mario Humberto De Luna Saucedo; родился 5 января 1988 года в штате Агуаскальентес, Мексика) — мексиканский футболист, защитник клуба «Гвадалахара».

## Клубная карьера
Де Луна — воспитанник клуба «Гвадалахара». В 2008 году для получения игровой практики Марио выступал в Лиге Ассенсо за Леонес Негрос. 9 ноября того же года в матче против «Пуэблы» он дебютировал в мексиканской Примере. 6 сентября 2009 года в поединке против «Пуэблы» Де Луна забил свой первый гол за «Гвадалахару». В 2010 году он помог клубу выйти в финал Кубка Либертадорес.
В начале 2013 года он вместе с партнёром по «Гвадалахаре» Эдгаром Мехией на правах аренды перешёл в американский «Чивас США». 3 марта в матче против «Коламбус Крю» Марио дебютировал в MLS. 24 апреля в поединке против «Сан-Хосе Эртквейкс» Де Луна забил свой первый гол за «Чивас».
В начале 2014 года Марио на правах аренды перешёл в «Пуэблу». 2 февраля в матче против «Веракрус» он дебютировал за новую команду. 27 апреля в поединке против «Монаркас Морелия» Де Луна забил свой первый гол за новый клуб.
В начале 2016 года Марио на правах аренды перешёл в «Некаксу». 10 января в матче против «Атланте» он дебютировал в Лиге Ассенсо. По итогам сезоне Гутьеррес помог клубу выйти в элиту.

## Достижения
«Гвадалахара»
- Финалист Кубка Либертадорес — 2010